# Atletismo nos Jogos Olímpicos de Verão de 1896 - 800 m masculino
A competição dos 800 metros masculino foi realizada nos dias 6 e 9 de abril no Estádio Panathinaiko. 9 atletas competiram.

## Medalhistas
| Ouro   | AUS Edwin Flack       |
| Prata  | HUN Nándor Dáni       |
| Bronze | GRE Dimitrios Golemis |

## Resultados

### Eliminatórias
Eliminatória 1
| Pos. | Atleta              | Tempo        | Nota |
| ---- | ------------------- | ------------ | ---- |
| 1    | AUS Edwin Flack     | 2:10.0       | Q    |
| 2    | HUN Nándor Dáni     | 2:10.2       | Q    |
| 3    | GER Friedrich Traun | Desconhecido |      |
| 4    | GBR George Marshall | Desconhecido |      |

Eliminatória 2
| Pos. | Atleta                    | Tempo        | Nota |
| ---- | ------------------------- | ------------ | ---- |
| 1    | FRA Albin Lermusiaux      | 2:16.6       | Q    |
| 2    | GRE Dimitrios Golemis     | 2:16.8       | Q    |
| 3    | FRA Georges de la Nézière | Desconhecido |      |
| 4    | GRE Angelos Fetsis        | Desconhecido |      |
| 5    | GRE Dimitrios Tomprof     | Desconhecido |      |

### Final
| Pos. | Atleta                | Tempo  |
| ---- | --------------------- | ------ |
|      | AUS Edwin Flack       | 2:11.0 |
|      | HUN Nándor Dáni       | 2:11.8 |
|      | GRE Dimitrios Golemis | 2:28.0 |
| –    | FRA Albin Lermusiaux  | DNS    |